# What We Did on Our Holidays
What We Did on Our Holidays är den brittiska musikgruppen Fairport Conventions andra album, utgivet 1969, och deras första på skivbolaget Island Records. Ny medlem i gruppen var sångerskan Sandy Denny, som redan var ett namn i folkmusikkretsar. Hon ersatte Judy Dyble som sparkades ur bandet efter den första skivan.
På What We Did on Our Holidays gör Fairport Convention sina första utflykter in på folkmusikterritorium genom de traditionella sångerna "Nottamun Town" och "She Moves Through the Fair". Med på albumet finns också Richard Thompson's "Meet on the Ledge" som i stort sett alltid spelas som extranummer på gruppens konserter än idag. Fairport Convention fortsätter också med sin flirt med amerikansk musik genom att inkludera en sång av vardera Joni Mitchell och Bob Dylan.

## Låtlista
1. "Fotheringay" (Sandy Denny) - 3:07
2. "Mr Lacey" (Ashley Hutchings) - 2:55
3. "Book Song" (Iain Matthews/Richard Thompson) - 3:13
4. "The Lord Is in This Place, How Dreadful Is This Place" (Sandy Denny/Ashley Hutchings/Richard Thompson) - 2:01
5. "No Man's Land" (Richard Thompson) - 2:33
6. "I'll Keep It With Mine" (Bob Dylan) - 5:54
7. "Eastern Rain" (Joni Mitchell) - 3:35
8. "Nottamun Town" (trad.) - 3:12
9. "Tale in a Hard Time" (Richard Thompson) - 3:27
10. "She Moves Through the Fair" (trad.) - 4:14
11. "Meet on the Ledge" (Richard Thompson) - 2:50
12. "End of a Holiday" (Simon Nicol) - 1:06

## Medverkande
- Sandy Denny, sång
- Iain Matthews (f d Ian Mac Donald), sång
- Ashley Hutchings, bas, sång
- Martin Lamble, trummor
- Simon Nicol, gitarr
- Richard Thompson, gitarr, sång
- Joe Boyd, producent